# L'arbre, le maire et la médiathèque
L'arbre, le maire et la médiathèque (Brasil: A Árvore, o Prefeito e a Mediateca / Portugal: A Árvore, o Presidente e a Mediateca ou A árvore, o presidente e a videoteca(?)) é um filme francês de 1993, do gênero comédia, realizado por Eric Rohmer.

## Sinopse
Durante o período Mitterand, Julien Dechaumes é o prefeito socialista da pequena cidade francesa de Saint-Juire. Com ajuda de seus contatos em Paris, ele consegue recursos para erguer uma casa multimídia, que deverá ser a grande realização de sua administração. Porém, na área escolhida para a obra há uma grande árvore centenária, agora ameaçada, e que será defendida pelo professor local contra o ambicioso projeto.
- Pascal Greggory.... Julien Dechaumes
- Arielle Dombasle.... Bérénice Beaurivage
- Fabrice Luchini.... Marc Rossignol
- Clémentine Amouroux.... Blandine Lenoir
- François-Marie Banier.... Régis Lebrun-Blondet
- Michel Jaouen.... Antoine Pergola
- Jean Parvulesco.... Jean Walter
- Galaxie Barbouth.... Zoé Rossignol
- Jessica Schwing.... Véga Dechaumes
- Raymonde Farau.... secretária

## Prémios e nomeações
- Ganhador do Premio FIPRECI - Menção Especial - no  Montréal World Film Festival - 1993 (fora da competição)